# Соборна школа
Соборні або катедральні школи — в епоху Середньовіччя середні навчальні заклади при соборах (єпископських катедрах) у найбільших містах Європи. В умовах спрощення державного апарату у варварських королівствах не було потреби у підтримці великого штату освічених чиновників, і освітні функції перейшли до церкви.
Найперше свідоцтво про заснування соборної школи відноситься до 527 року: школа при Севільському соборі була створена постановою Другого собору в Толедо у королівстві вестготів. У джерелах VI—VII століть на території Іспанії і Галії згадуються близько 20 соборних шкіл. В Англії інститут церковних шкіл був привнесений Григоріанською місією, вони створювалися одночасно зі створенням єпархій: у Кентербері в 597 році, Рочестері — в 604 році, в Йорку — в 627 році.
Карл Великий, реформуючи освіту в своїй імперії, у 789 році видав указ про заснування шкіл при кожному монастирі і єпископстві для навчання грамоті, співу, нотації, рахуванню і граматиці. На території Франції найбільші соборні школи існували в Шартрі, Орлеані, Парижі, Лані, Реймсі і Руані; в Нідерландах і Німеччині — у Утрехті, Кельні, Меці, Шпаєрі, Вюрцбурзі, Бамберзі, Магдебурзі, і деяких інших містах. Ці школи постачали кадри також для світської адміністрації: король Генріх I Боклерк, який був одним з перших грамотних правителів Європи,  тісно пов'язаний з Ланською школою. Шпаєр виховував дипломатів для потреб Священної Римської імперії. Під час Відродження XII століття на базі багатьох соборних шкіл виникли перші середньовічні університети.